# Rio Jucu
O rio Jucu é um curso de água da região sudeste, cuja bacia está totalmente incluída no estado do Espírito Santo, Brasil. Ele nasce na região serrana do estado, mais especificamente na região de Pedra Azul, em Domingos Martins, a 90 km do mar, e deságua no oceano Atlântico, em Vila Velha, após percorrer cerca de 180 km.
É um rio com volume médio de água, nos trechos iniciais é rápido e com corredeiras constantes muito utilizado para a prática de rafting com classificação de suas corredeiras que vai de classe I a V+ quando mantido seu nível podendo chegar a classe VI na temporada das chuvas. Seu encontro com o oceano em período de maré alta provoca uma pequena pororoca.
É um rio histórico, que serviu às primeiras investigações do sertão capixaba. Foi o rio que permitiu o desbravamento do interior dos municípios de Vila Velha, Cariacica e Viana. Recebeu esse nome através dos índios, para os quais jucu é uma árvore de canela. Abastece a cerca de 25% do estado capixaba, porém recebe consideráveis índices de poluição e esgoto.

## Etimologia
Jucu vem do tupi iuku, nome de uma planta, "variedade de canela", conforme o Dicionário de Tupi Antigo. Tal palavra (iuku) é conhecida apenas indiretamente, pois ela está presente no nome Îukugûasu (jucu grande), nome de índio tupi do século XVI ou XVII.

## Bacia hidrográfica do rio Jucu
O rio Jucu tem uma extensão aproximada de 180 km. Sua nascente fica na serra do Castelo, que é uma ramificação da serra de Pedra Azul. Dentre os principais benefícios trazidos pela bacia do rio, destacam-se a geração de energia elétrica, desenvolvimento industrial, irrigação de lavouras, turismo, pesca e abastecimento de água.
Seu encontro com o mar forma uma extensa barra que deu origem a um distrito de Vila Velha bem tranquilo que recebe o nome de "Barra do Jucu", com vocação turística que explora a própria barra e a faixa de areia costeira próxima. Para sensibilizar a população quanto ao problema do despejo de lixo nas águas e margens do rio, em algumas ocasiões é feito um mutirão público promovido pelo poder público e pela mídia para limpeza de sua foz. Esse rio está agora sendo muito utilizado para o extrativismo animal, por causa do assoreamento e assim os peixes ficam presos na areia, ficando mais fácil para pescar.[carece de fontes?]